# Superpuchar Polski w piłce nożnej 1983
Mecz o pierwszy w historii polskiego futbolu Superpuchar Polski odbył się 30 lipca 1983 o godz. 17.00 na gdańskim Stadionie Miejskim. Rozegrano go pomiędzy zdobywcą Pucharu Polski edycji 1982/83 III-ligową Lechią Gdańsk a Mistrzem Polski w sezonie 1982/83 Lechem Poznań. Zawody prowadził Henryk Klocek z OZPN Gdańsk. Pojedynek zakończył się zwycięstwem gospodarzy 1:0 (0:0), po historycznym golu zdobytym przez Jerzego Kruszczyńskiego w 88 minucie spotkania.
Mecz ten nie odbił się szczególnym echem w kraju i rozgrywki zawieszono na kolejne cztery sezony.